# Estação Ferroviária de Terenos
A Estação Ferroviária de Terenos foi uma construção destinada a embarque ou desembarque de passageiros de trem e, secundariamente, ao carregamento e descarregamento de carga transportada. Usualmente consistia em um edifício para passageiros (e possivelmente para cargas também), além de outras instalações associadas ao funcionamento da ferrovia.

## História
A estação de Terenos foi inaugurada em 6 de setembro de 1914. Faz parte da linha E. F. Itapura-Corumbá, que foi aberta a partir de 1912. Apesar disso, por dificuldades técnicas e financeiras, havia cerca de 200 km de trilhos para serem finalizados (trechos Jupiá-Água Clara e Pedro Celestino-Porto Esperança), fato que ocorreu apenas em outubro de 1914. Em 1917 a ferrovia é fundida no trecho da Estrada de Ferro Noroeste do Brasil (NOB), que fazia o trecho paulista Bauru-Itapura.
A partir daí, a linha estava completa até o rio Paraguai, ao sul de Corumbá, em Porto Esperança. Somente em 1952 a cidade de Corumbá seria alcançada pelos trilhos. A partir de 1975 foi incorporada em uma divisão da RFFSA sendo finalmente privatizada a partir de 1992 e entregue em concessão para a Novoeste em 1996.
A perspectiva de reativação do Trem do Pantanal entre Campo Grande e Corumbá, a partir de 2005, pelo Governo de MS e da Brasil Ferrovias fez com que o jornal O Estado de S. Paulo publicasse uma reportagem sobre a futura volta do trem. Ali fala sobre a situação atual da estação de Terenos:
| “ | A estação está no km 26 da estrada. Será a primeira do esperado trem de passageiros locais, que fará o mesmo percurso do expresso. Está fechada, mas na casa geminada, a do agente-chefe, moram Silvio Figueiredo Brites, de 47 anos, e sua família. Silvio foi o agente-chefe, enquanto o trem passou. Hoje ainda trabalha na ferrovia, mas em Campo Grande. Vai para lá de ônibus. Do outro lado da linha está um pequeno curral, onde seu pai cria umas vaquinhas. Os trens de carga passam entre a estação e as vacas | ” |

## Outras estações ferroviárias do município

### Jaraguá
A estação de Jaraguá foi inaugurada em 29 de setembro de 1927. Apesar disso a estação original foi demolida e a casa que sobra ao lado da linha, em meados dos anos 90, foi reformada e usada como local de venda de carnes especiais de bezerros e novilhos precoces. Se localiza no acesso da Fazenda Jaraguá e fica na beira da estrada e de bem fácil de acessar. Em 2009 segue existindo como moradia.

### Alcilândia
A estação de Alcilândia foi inaugurado em 12 de maio de 1958 e consta nos Guias Levi apenas a partir de 1965. Seis anos antes, no livro da Noroeste (1959), o referido posto não é citado, e sim uma ponto de parada entre Terenos e Pedro Celestino de nome Parada da Pedreira Pedro Celestino, que possivelmente pode ser o ponto de parada citado. Uma curiosidade é que em 1959 a quilometragem do ponto de parada era 920 e não 941 e a mudança da quilometragem foi feito possivelmente por causa de alguma modificação do traçado da estrada. Há indícios que o Posto do km 941 teve seu nome mudado para Alcilândia, que era seu nome em 1976.

### Pedro Celestino
A estação de Pedro Celestino foi inaugurada em 31 de dezembro de 1912 com o nome inicial de Imbiruçu. Uma curiosidade é que essa estação foi ponta de linha por aproximadamente dois anos de uma linha que vinha de Porto Esperança. Como ela foi entregue em 1912 e faltava 200 km de trilhos para serem finalizados (Jupiá-Água Clara e Imbiruçu-Porto Esperança), a entrega ocorreu só em 1914 em decorrência a problemas técnicos e financeiros, o que deixou o trecho mais isolado do resto. Anos depois a estação teve seu nome mudado para Pedro Celestino.

### Murtinho
A estação de Jacaré foi inaugurado em 6 de setembro de 1914. Logo depois passa a se chamar Joaquim Murtinho e finalmente Murtinho.
Como a maioria das estações entre Campo Grande e Porto Esperança, em muitos anos esta estação não possuía água potável, o que fazia com que a NOB disponibilizasse um vagão pipa para abastecimento. Anos depois a estação teve seu nome mudado para Jacaré.